# Bloodbath
Bloodbath – szwedzka supergrupa muzyczna wykonująca death metal. Powstała w 1999 roku w Sztokholmie.

## Muzycy
| Obecny skład zespołu - Martin Axenrot – perkusja (od 2004) - Anders "Blakkheim" Nyström – gitara elektryczna (od 1999) - Jonas Renkse – gitara basowa (od 1999) - Joakim Karlsson - gitara elektryczna (od 2018) - Nick Holmes – śpiew (od 2014) |  | Byli członkowie zespołu - Peter Tägtgren – śpiew (2004–2005) - Dan Swanö – perkusja (1999–2004), gitara (2004–2006) - Mikael Åkerfeldt – śpiew (1999–2004, 2005, 2008-2012) - Per "Sodomizer" Eriksson - gitara (2008-2018) |

## Historia

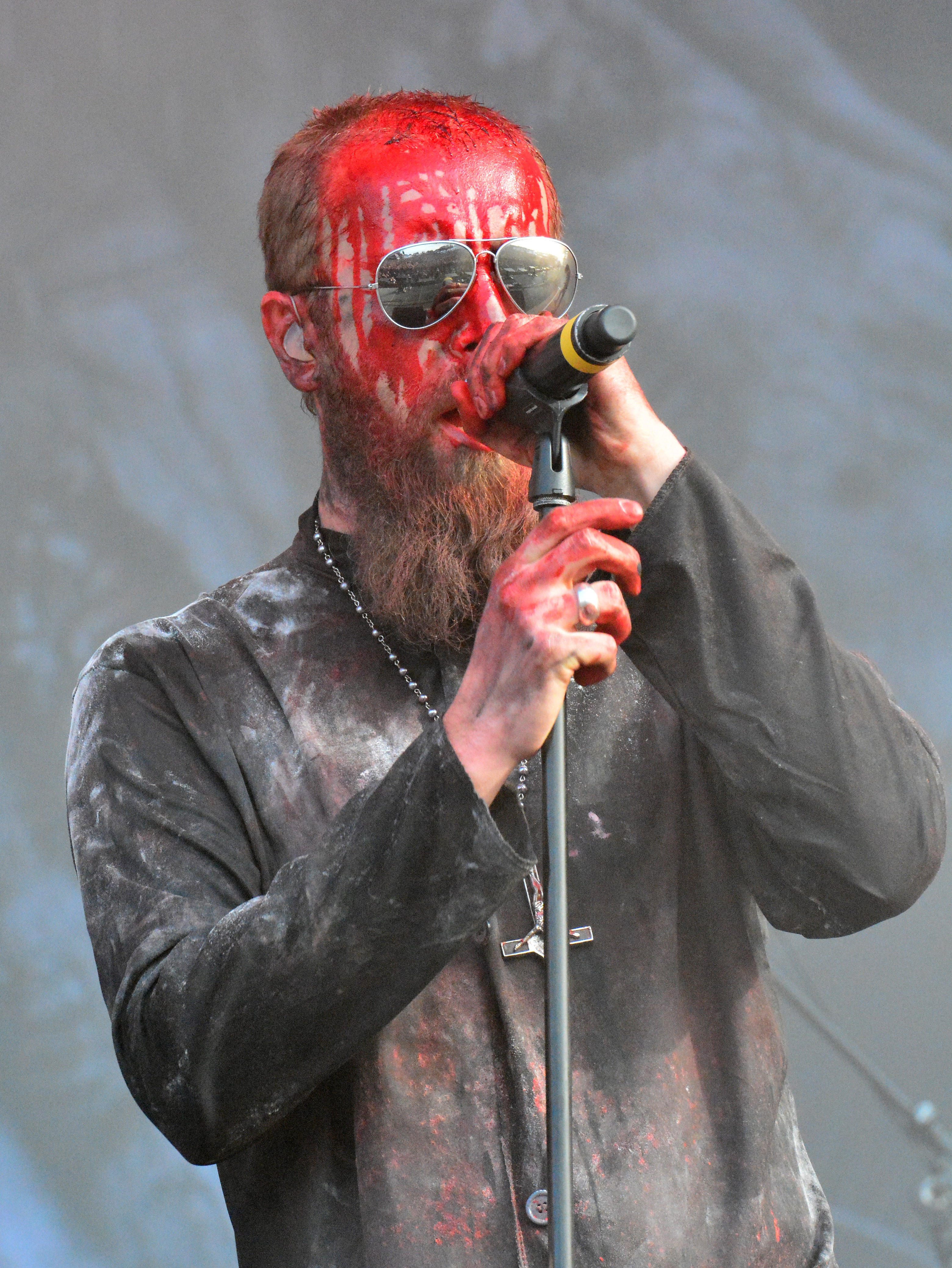
Nick Holmes, 2015

Rok po utworzeniu Bloodbath, składający się wówczas z Mikaela Åkerfeldta (Opeth) jako wokalisty, Dana Swanö (Edge of Sanity, Nightingale) grającego na perkusji, Andersa "Blakkheim" Nyströma (Katatonia, Diabolical Masquerade) – gitara, i Jonasa Renkse (Katatonia, October Tide) – gitara basowa; wydaje swój pierwszy mini-album zatytułowany Breeding Death. Dwa lata później zespół wydaje swój pierwszy longplay Resurrection Through Carnage .
W roku 2004, wokalista Mikael Åkerfeldt opuścił Bloodbath by więcej uwagi poświęcić swojemu głównemu projektowi – Opeth. Został zastąpiony przez Petera Tägtgrena (Hypocrisy). W tym samym czasie Dan Swanö rozpoczyna grę na gitarze, a jego dotychczasowe miejsce perkusisty zajmuje Martin Axenrot znany z Witchery, Satanic Slaughter. Wzmocniona w ten sposób grupa przestaje być tylko jednorazowym projektem, a przeradza się w pełnoprawny zespół. Drugi album zatytułowany Nightmares Made Flesh został wydany w Europie we wrześniu 2004 roku.
W lutym roku 2005, Tägtgren opuszcza zespół z powodu "napiętego terminarza". Tego samego roku Mikael Åkerfeldt ponownie zasila szeregi Bloodbath na czas występu na żywo w trakcie odbywającego się w Niemczech Wacken Open Air. Jeszcze przed występami na Wacken zespół twierdził, że "jest to pierwszy, a zarazem ostatni występ Bloodbath z Mikaelem jako wokalistą", jak się później okazuje, był to również ostatni występ z Danem Swanö. We wrześniu roku 2005, Bloodbath rozpoczyna poszukiwania nowego wokalisty.
W sierpniu 2006, zespół ogłosił, że głównym powodem odejścia Dana Swanö była różnica zdań co do muzyki granej przez Bloodbath, kolejnym powodem miało być zaangażowanie Dana w innych zespołach. Jednocześnie ogłoszono koniec poszukiwań nowego wokalisty – przyczyną okazał się być brak osób, które mogłyby sprostać wymaganiom stawianym przez grupę.
27 marca 2007 Bloodbath ogłasza, że wkrótce wyjawi nowy skład, a także, że trwają prace nad nowym materiałem, który planowano wydać na mini-CD pod koniec lata. W sierpniu 2007, Jonas Renkse na oficjalnym forum dyskusyjnym zamieścił informację sugerującą, że prace nad nowymi kompozycjami trwają. W styczniu roku 2008 poprzez oficjalną stronę Bloodbath ogłoszono powrót Mikaela Åkerfeldta na stanowisko wokalisty, a także przyłączenie się do składu Pera Erikssona znanego z 21 Lucifers i Genocrush Ferox jako gitarzysty. Później, w marcu 2008, wydano EP-kę Unblessing the Purity. Tego samego roku wydany zostaje długo oczekiwany zapis z koncertu na żywo zatytułowany Wacken live CD/DVD The Wacken Carnage.
Trzeci, jak do tej pory ostatni, album Bloodbath noszący tytuł The Fathomless Mastery wydany został w październiku roku 2008. W 2012 roku zespół ponownie opuścił Mikael Åkerfeldt.

## Dyskografia

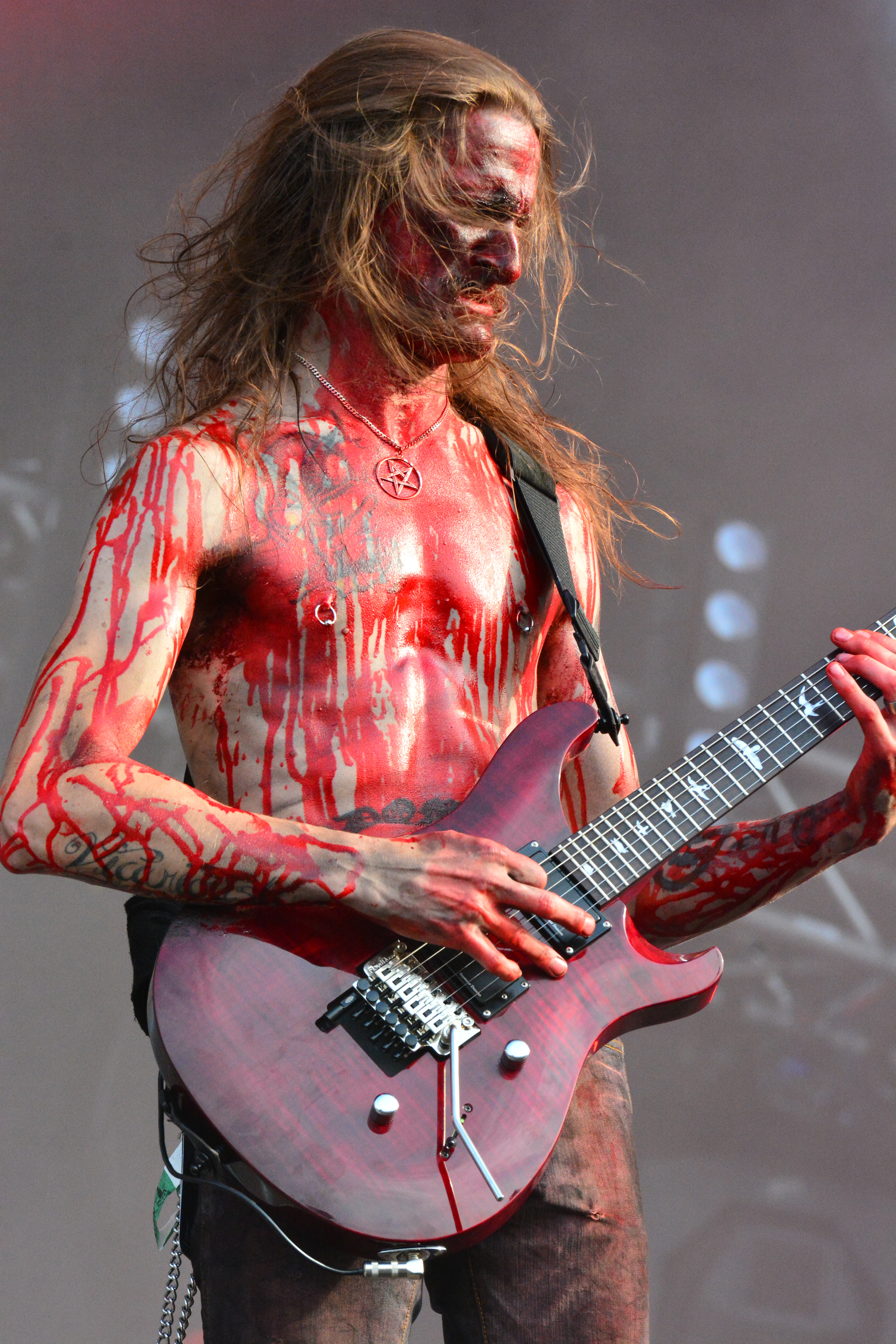
Per "Sodomizer" Eriksson, 2015

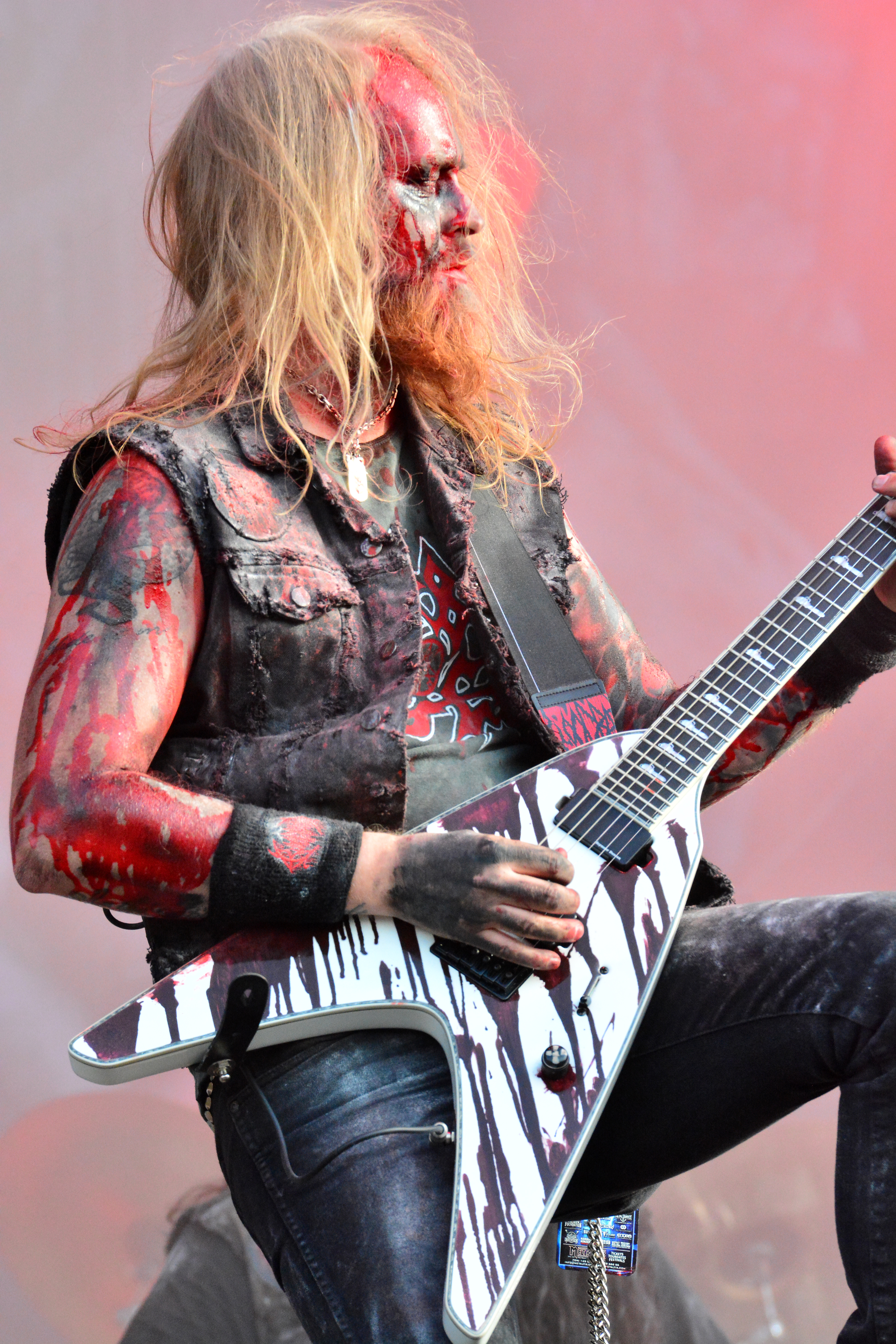
Anders "Blakkheim" Nyström, 2015

Albumy studyjne
| Resurrection Through Carnage | - Data: 25 listopada 2002 - Wydawca: Century Media Records | —  | —  |
| Nightmares Made Flesh        | - Data: 27 września 2004 - Wydawca: Century Media Records  | —  | —  |
| The Fathomless Mastery       | - Data: 6 października 2008 - Wydawca: Peaceville Records  | —  | —  |
| Grand Morbid Funeral         | - Data: 17 listopada 2014 - Wydawca: Peaceville Records    | 31 | —  |
| The Arrow of Satan Is Drawn  | - Data: 26 października 2018 - Wydawca: Peaceville Records | 37 | 51 |
| "—" album nie był notowany.  |                                                            |    |    |

EP
| Tytuł                 | Dane dot. albumu                                       |
| --------------------- | ------------------------------------------------------ |
| Breeding Death        | - Data: 8 lutego 2000 - Wydawca: Century Media Records |
| Unblessing the Purity | - Data: 10 marca 2008 - Wydawca: Peaceville Records    |

Albumy koncertowe
| The Wacken Carnage          | - Data: 2 czerwca 2008 - Wydawca: Peaceville Records   | — | — |
| Bloodbath Over Bloodstock   | - Data: 25 kwietnia 2011 - Wydawca: Peaceville Records | 3 | 9 |
| "—" album nie był notowany. |                                                        |   |   |